# Pinus chiapensis
Pinus chiapensis je mexická a guatemalská pětijehličná subtropická až tropická borovice.

## Synonyma
- Pinus strobus poddruh chiapensis
- Pinus strobus varieta 'chiapensis'.

## Popis
Stálezelený jehličnatý strom, dorůstající do výšky 40 m. Kmen je přímý, oblý a obvykle jednotlivý a dosahuje průměru 1,5 m. Větve jsou dlouhé, tenké a rostou v pravidelných přeslenech. Koruna je jehlanovitá až otevřená. Borka je zprvu hladká a zelenošedá, později hrubá a tvořící dlouhé šedohnědé a obdélníkové pláty. Letorosty jsou tenké a hladké. Kolénka listových stopek (pulvinus) nejsou ohnutá dolů. Jehlice jsou tenké, ohebné, trochu pokleslé a světle zelené; jehlice se vyskytují ve svazečcích (fasciculus) po 5; jehlice jsou 5–13 cm dlouhé a 0,8–1 mm široké, na okrajích nepatrně vroubkované a rostou na koncích letorostů; jehlice jsou s 2–3 vnějšími pryskyřičnými kanálky; s průduchy (stomata) na 2 horních površích; svazečkové pochvy jsou světle hnědé, 10–15 mm dlouhé a brzy opadávající; jehlice zůstávají na stromě 2–3 roky.
Samčí (pylové) šištice (microstrobilus) jsou vejčitě obdélníkové, 5–8 mm dlouhé, seskupené v polovině letorostu blíže k jeho středu, jsou žlutozelené až žluté, podpírané světle hnědými papírovitými listeny. Samičí (semenné) šištice – šišky (megastrobilus) jsou v uzavřeném stavu válcovité, v otevřeném stavu vejčitě obdélníkové, poměrně rovné, často pryskyřičnaté a brzy opadavé; šišky jsou v prvním roce nafialovělé a vzpřímené, ve druhém roce dozráváním hnědožluté a visící a rostou blízko konců větví; ve zralosti na 2–3,5 cm dlouhých stopkách; šišky jsou 6–25 cm dlouhé a vyskytují se po jedné nebo v přeslenech po 2–4;, dozrávají na podzim a brzy opadávají. Šupin šišek je 40–100, jsou tenké, ohebné a 10–15 mm široké. Výrůstky (apophysis) jsou tenké, vyduté a matně hnědé. Přírůstek prvního roku (umbo) je koncový, beztrnný a obvykle pryskyřičnatý. Semena jsou tmavohnědá, 6–7 mm dlouhá a 2–4 mm široká. Křídla semen jsou srostlá z rozdílných částí a jsou 20–25 mm dlouhá a 4–8 mm široká.
Semenáče mají 7–9 děložních lístků (cotyledon). Šišky dozrávají v srpnu – říjnu, semena okamžitě vypadávají a šišky pak brzy, dohromady se stopkou, opadávají.

## Příbuznost
Borovice Pinus chiapensis je blízce příbuzná borovici vejmutovce Pinus strobus, mnozí botanici považují borovici Pinus chiapensis pouze za poddruh nebo varietu borovice vejmutovky: Pinus strobus poddruh chiapensis nebo Pinus strobus varieta chiapensis. Borovice Pinus chiapensis je také blízce příbuzná s borovicemi Pinus ayacahuite, borovicí ohebnou (Pinus flexilis) a Pinus strobiformis.

## Výskyt
Domovinou borovice Pinus chiapensis je Guatemala a Mexiko (státy Chiapas, Guerrero, Oaxaca, Puebla a Veracruz).

## Ekologie
Horský strom, rostoucí v horách jižního Mexika a Guatemaly v nadmořských výškách 500–2200 m. Borovice Pinus chiapensis tvoří smíšené lesy s krytosemennými rostlinami, například s ambroní západní (Liquidambar styraciflua) a s jehličnany nebo občasně také pouze s jinými druhy borovic, v nižších nadmořských výškách s borovicemi Pinus devoniana, Pinus maximinoi, Pinus oocarpa, Pinus pringlei, ve vyšších s Pinus ayacahuite, Pinus patula varieta longipedunculata, Pinus pseudostrobus, Pinus tecunumanii a Pinus teocote. Na vlhkých místech strom roste se stromovitou kapradinou Cyathea mexicana. Roční srážkové úhrny se pohybují nad 3000 mm. Strom není mrazuvzdorný, vydrží nejnižší teploty pouze do −1 °C a má oblibu v dobře propustných písčitojílových půdách.

## Využití člověkem
Dřevo stromu je využíváno pro výrobu trámů na střechy vesnických domů a budov, též na výrobu nábytku, jako zdroj palivového dříví při vaření, v minulosti, před omezením komerčního využívání, také jako zdroj dřevoviny pro průmyslovou výrobu papíru v Oaxace. Pryskyřice borovice Pinus chiapensis je používána jako zdroj paliva a také pro výrobu mastí na rány a zlomeniny kostí lidí a domácích zvířat.

## Ohrožení
Ohrožený strom, stav jeho populace je klesající a jednotlivé podpopulace jsou značně roztříštěné. Strom je kácen pro dřevo, nicméně ubývání jeho populace je způsobeno hlavně odlesňováním a/nebo zhoršováním kvality lesů. V minulosti byl strom v některých oblastech jeho výskytu nadměrně využíván jako zdroj dřeva pro budování a opravy lodí, v současné době jsou některé podpopulace stromu káceny pro zisk zemědělské půdy na plantáže pro pěstování kukuřice a kávovníku a také při vytváření pastvin pro dobytek. Další důvod ničení populace stromu je zavádění neobvyklých druhů do lesů, kde převládá borovice Pinus chiapensis, například přesličníku přesličkolistého (Casuarina equisetifolia) a cypřiše mexického (Cupressus lusitanica). Borovice Pinus chiapensis vyžaduje pro regeneraci své populace narušení populace starých stromů, proto dobře chráněné oblasti výskytu stromu mají menší stavy populace, stejně jako oblasti, které byly rozsáhle odlesněny, a pro zachování populace tohoto stromu je proto třeba pozorně vyvážit uchovávání a využívání lesů této borovice.